# Lathyrus emodi
Lathyrus emodi är en ärtväxtart som först beskrevs av Karl Fritsch, och fick sitt nu gällande namn av Syed Irtifaq Ali. Lathyrus emodi ingår i släktet vialer, och familjen ärtväxter. Inga underarter finns listade i Catalogue of Life.